# 广中路
广中路是中華人民共和國上海市虹口區和靜安區的一條東西道路。東與东江湾路、西體育會路和大連西路相連，西至共和新路與廣中西路相連。道路全长2803米，中華民国26年(1937年)前先修築道路东段，以广肇中学命名為廣中路。1953年修筑道路西段。